# Zethus namibicus
Zethus namibicus är en stekelart som beskrevs av Gusenleitner 1997. Zethus namibicus ingår i släktet Zethus och familjen Eumenidae. Inga underarter finns listade i Catalogue of Life.